# Эскулапова псевдокоралловая змея
Эскулапова псевдокоралловая змея (лат. Erythrolamprus aesculapii) — вид змей из семейства ужеобразных, обитающий в Южной Америке.

## Описание
Общая длина достигает 70 см. Голова небольшая, уплощённая. Туловище стройное, цилиндрическое. Рисунок состоит из колец красного, чёрного и белого цвета вокруг туловища. Красные и чёрные кольца всегда разделены узкой белой полосой. Эта змея переняла окраску ядовитых коралловых аспидов для защиты.

## Образ жизни
Населяет влажные леса. Активна ночью. Ведёт скрытный образ жизни, прячется под листьями. Питается ящерицами, амфисбенами и змеями.

## Размножение
Это яйцекладущая змея. Самка откладывает до 15 яиц, и зарывает их под деревьями.

## Распространение
Обитает в бассейне реки Амазонки на территории Колумбии, Венесуэлы, Эквадора, Перу, Боливии, Бразилии. Встречается в Гайане, Аргентине и на острове Тринидад.

## Подвиды
- Erythrolamprus aesculapii aesculapii (Linnaeus, 1758)
- Erythrolamprus aesculapii monozona Jan, 1863
- Erythrolamprus aesculapii tetrazona Jan, 1863
- Erythrolamprus aesculapii venustissimus (Wied-Neuwied, 1821)[2]